# Соколівська волость
Соколівська волость — адміністративно-територіальна одиниця Зміївського повіту Харківської губернії.

Найбільші поселення волості станом на 1914 рік:
- село Соколове — 4900 мешканців.

Старшиної волості був Яковенко Іван Митрофанович, волосним писарем — Новіков Наум Олексійович, головою волосного суду — Солоніченко Андрій Наумович.